# 托洛諾鎮區 (伊利諾伊州尚佩恩縣)
托洛諾鎮區（英語：Tolono Township）是位於美國伊利諾伊州尚佩恩縣的一個行政鎮區。

## 地方資料
根據2010年美國人口普查的數據，托洛諾鎮區的面積為92.30平方千米，當中陸地面積為92.25平方千米，而水域面積為0.05平方千米。當地共有人口5412人，而人口密度為每平方千米58.63人。